# Montedinove
Montedinove (Mundëdënòvë in dialetto montedinovese) è un comune italiano di 445 abitanti della provincia di Ascoli Piceno nelle Marche.

## Geografia fisica
Il paese sorge su un colle a 561 m s.l.m. tra le valli dell'Aso e del Tesino, alle pendici del Monte Ascensione. Fa parte della Comunità montana dei Sibillini.
Dall'Autostrada A14 si raggiunge con 34 km e con 6 km dalla Strada statale 433; dista 30 km dalla città di Ascoli Piceno.

## Storia
Il territorio cittadino, abitato in epoca picena, accolse nel 578 gli ascolani che cercavano riparo dai longobardi. In seguito, il territorio fu donato nel 1039 da Longino all'abbazia di Farfa, e furono proprio i farfensi a costruire le fortificazioni a difesa del paese. Nel 1239 il paese subì l'assedio di Re Enzo e riuscì ad uscirne vittorioso dopo due anni. Nel 1279 il paese si elevò a libero comune, mentre nel 1586, sotto papa Sisto V, entrò nel Presidiato di Montalto. Nei secoli successivi Montedinove segue le sorti dello Stato della Chiesa e dell'Italia.

### Simboli

Il gonfalone comunale in uso

La blasonatura ufficiale dello stemma di Montedinove è la seguente:

Lo stemma è stato riconosciuto con decreto del Presidente del consiglio dei ministri 13 ottobre 1950.
Mentre la descrizione del gonfalone ufficiale è quella di un:
Il gonfalone è stato concesso con decreto del presidente della Repubblica dell'11 maggio 1951 ma il Comune fa uso di un drappo partito di giallo e di azzurro.

## Monumenti e luoghi d'interesse
- Palazzo comunale, con porticato e campanile
- Chiesa di San Lorenzo
- Chiesa di Santa Maria de Cellis con il suo particolare portale di tre materiali
- Porta della vittoria, già porta marina, cambiò il nome dopo che resistette all'assedio del 1239
- Santuario di San Tommaso Becket
- Museo delle Tombe Picene

## Società

### Evoluzione demografica
Abitanti censiti

### Lingue e dialetti
Nel piccolo comune di Montedinove sono parlati vari dialetti. Nella parte settentrionale del comune, lungo il fiume Aso, è parlato il dialetto fermano. Nella parte meridionale invece, a sud del fiume Tesino, è parlato il dialetto castignanese.
Tra i due fiumi, nel paese di Montedinove e nelle campagne intorno, è parlato il dialetto montedinovese, che possiede alcune caratteristiche proprie, ma comunque molto simile al dialetto castignanese-rotellese. Nella tabella ci sono degli esempi che mettono in evidenza le differenze tra i tre dialetti parlati nel comune di Montedinove.
| Italiano     | Fermano     | Montedinovese | Castignanese |
| ------------ | ----------- | ------------- | ------------ |
| fuoco        | fócu        | fóchë         | fuóchë       |
| tempo        | témbu       | témbë         | tiémbë       |
| bello        | véllu       | béllë         | biéllë       |
| senti un po' | séndi 'mbó  | séndë 'mbó    | siéndë 'mbuó |
| mio figlio   | lu fiju mìu | lu fìjë mé    | lu fìjë mié  |

### Tradizioni e folclore
In estate (solitamente il 12-13 agosto) si svolge da diversi anni la sagra di "Montedinove Sapori ed Arte" che vede il paese riempirsi di visitatori interessati alle tradizioni enogastronomiche e non solo. Durante questa festa si possono assistere a spettacoli dal vivo per bambini e famiglie in giro per il piccolo centro storico e acquistare specialità tipiche dei produttori locali della zona.
In autunno si svolge il festival "Sibillini in Rosa" dedicato alla mela rosa dei Monti Sibillini. sostenuto dal presidio Slow Food e dalla comunità stessa che si impegna ad accogliere turisti e visitatori per far conoscere le proprietà e i benefici del frutto attraverso pietanze ma anche convegni dedicati.

## Amministrazione
| Periodo        | Periodo        | Primo cittadino  | Partito                                                       | Carica  | Note   |
| -------------- | -------------- | ---------------- | ------------------------------------------------------------- | ------- | ------ |
| 4 luglio 1985  | 20 maggio 1990 | Pietro Mazzoni   | Partito Comunista Italiano                                    | Sindaco | [ 10 ] |
| 20 maggio 1990 | 24 aprile 1995 | Ernesto Perotti  | Partito Comunista Italiano Partito Democratico della Sinistra | Sindaco | [ 10 ] |
| 24 aprile 1995 | 14 giugno 1999 | Ernesto Perotti  | Lista civica                                                  | Sindaco | [ 10 ] |
| 14 giugno 1999 | 14 giugno 2004 | Pietro Mazzoni   | Lista civica                                                  | Sindaco | [ 10 ] |
| 14 giugno 2004 | 8 giugno 2009  | Pietro Mazzoni   | Lista civica                                                  | Sindaco | [ 10 ] |
| 8 giugno 2009  | 25 maggio 2014 | Antonio Del Duca | Lista civica Per Montedinove                                  | Sindaco | [ 10 ] |
| 26 maggio 2014 | 27 maggio 2019 | Antonio Del Duca | Lista civica Insieme per Montedinove                          | Sindaco | [ 10 ] |
| 27 maggio 2019 | 10 giugno 2024 | Antonio Del Duca | Lista civica Insieme per Montedinove                          | Sindaco | [ 10 ] |
| 10 giugno 2024 | in carica      | Antonio Del Duca | Lista civica Unità e partecipazione per Montedinove           | Sindaco | [ 10 ] |

## Sport

### Calcio
La squadra del paese, il Montedinove calcio, milita in Seconda Categoria e disputa le partite casalinghe al campo sportivo Cino e Lillo Del Duca.

## Galleria d'immagini

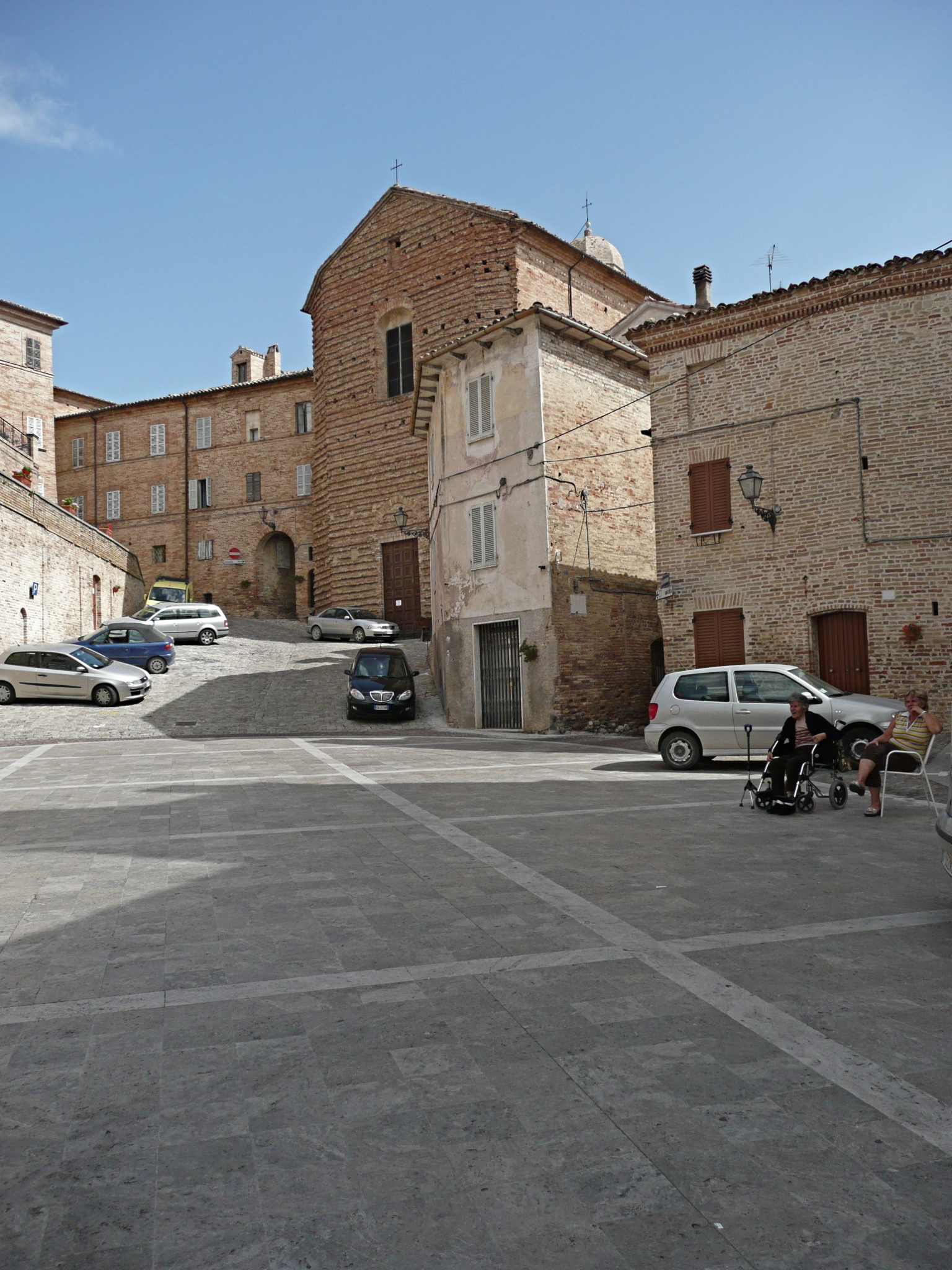
Chiesa di San Lorenzo
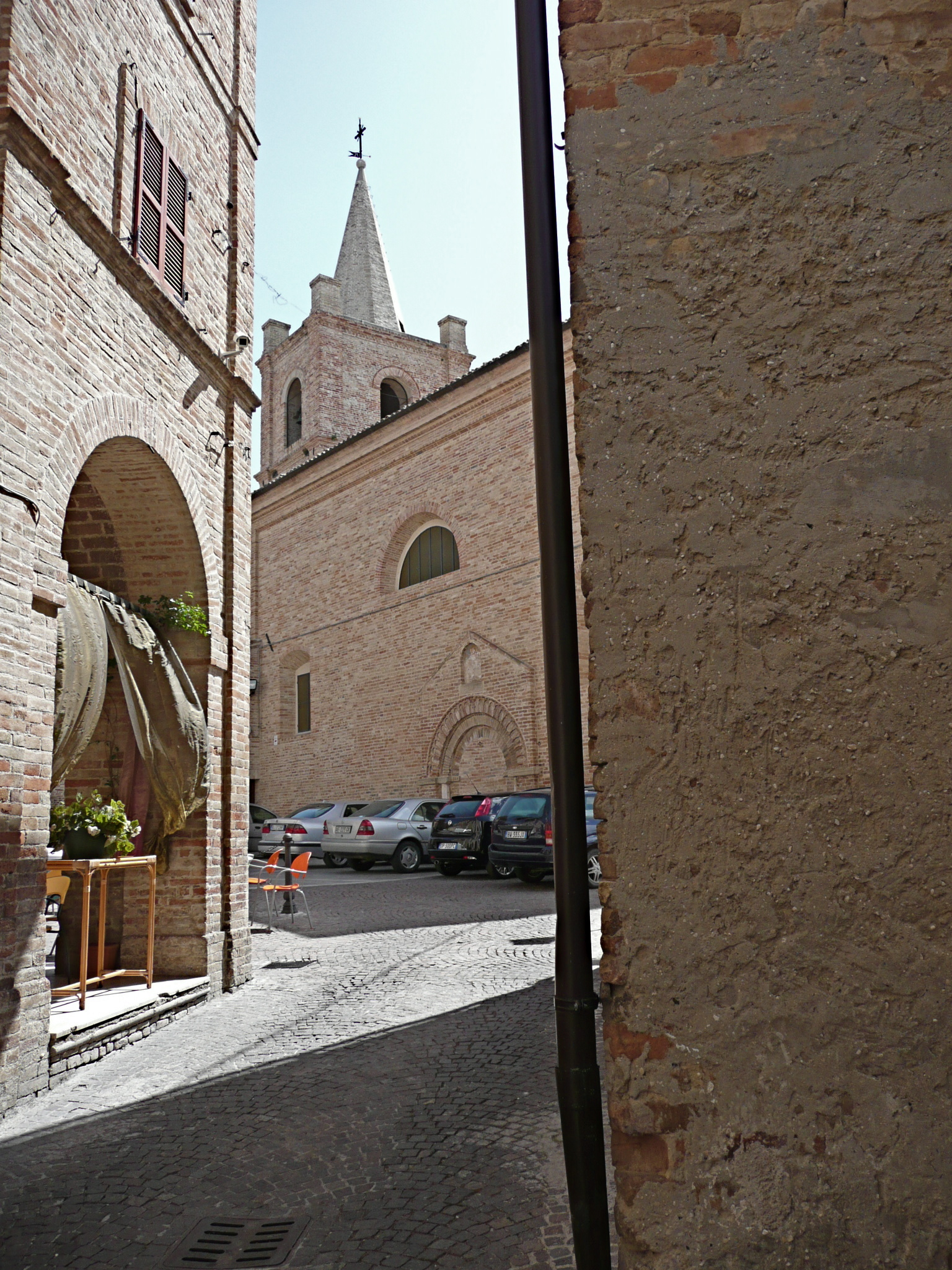
Chiesa di Santa Maria de Cellis
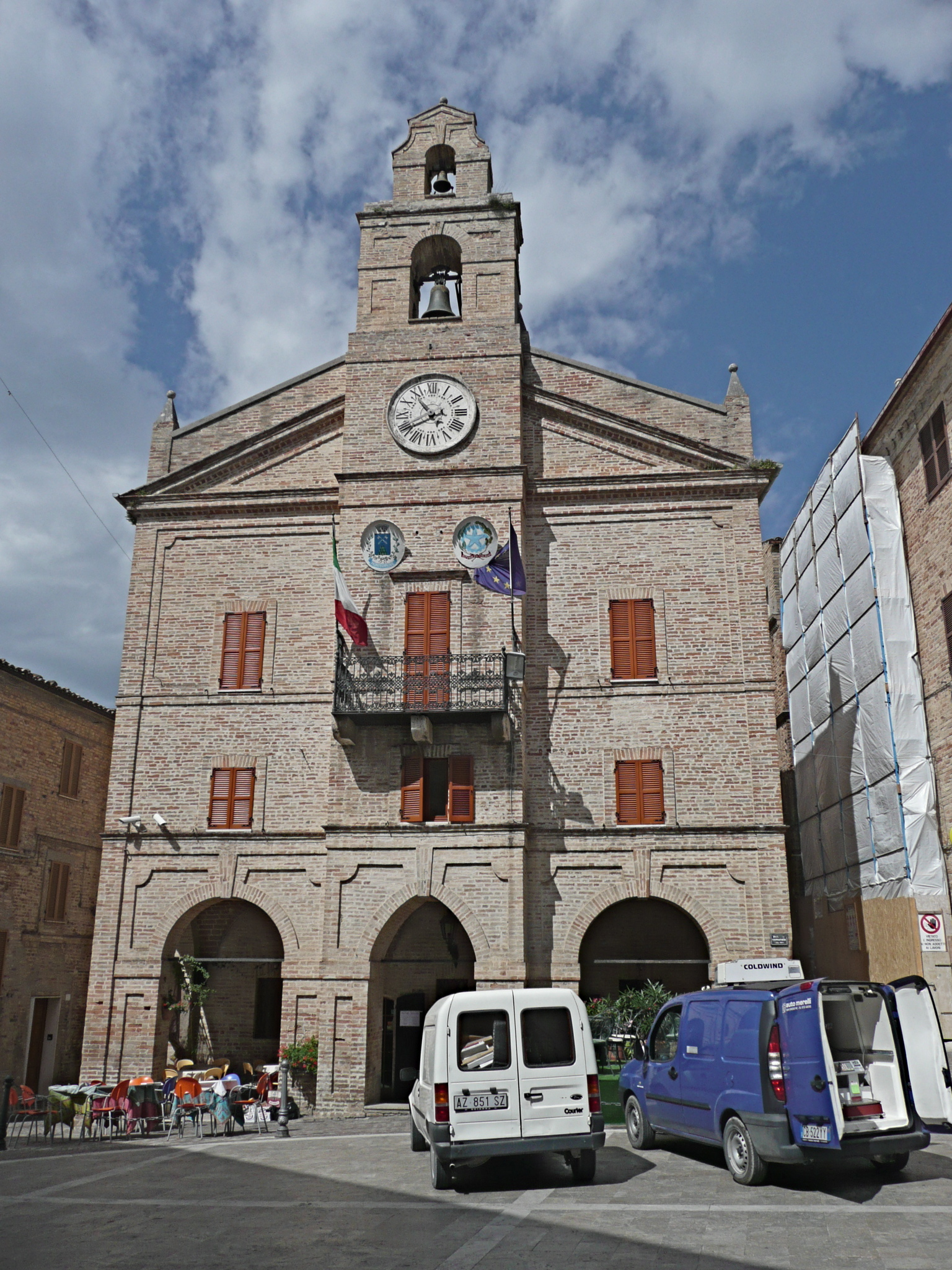
Palazzo Comunale
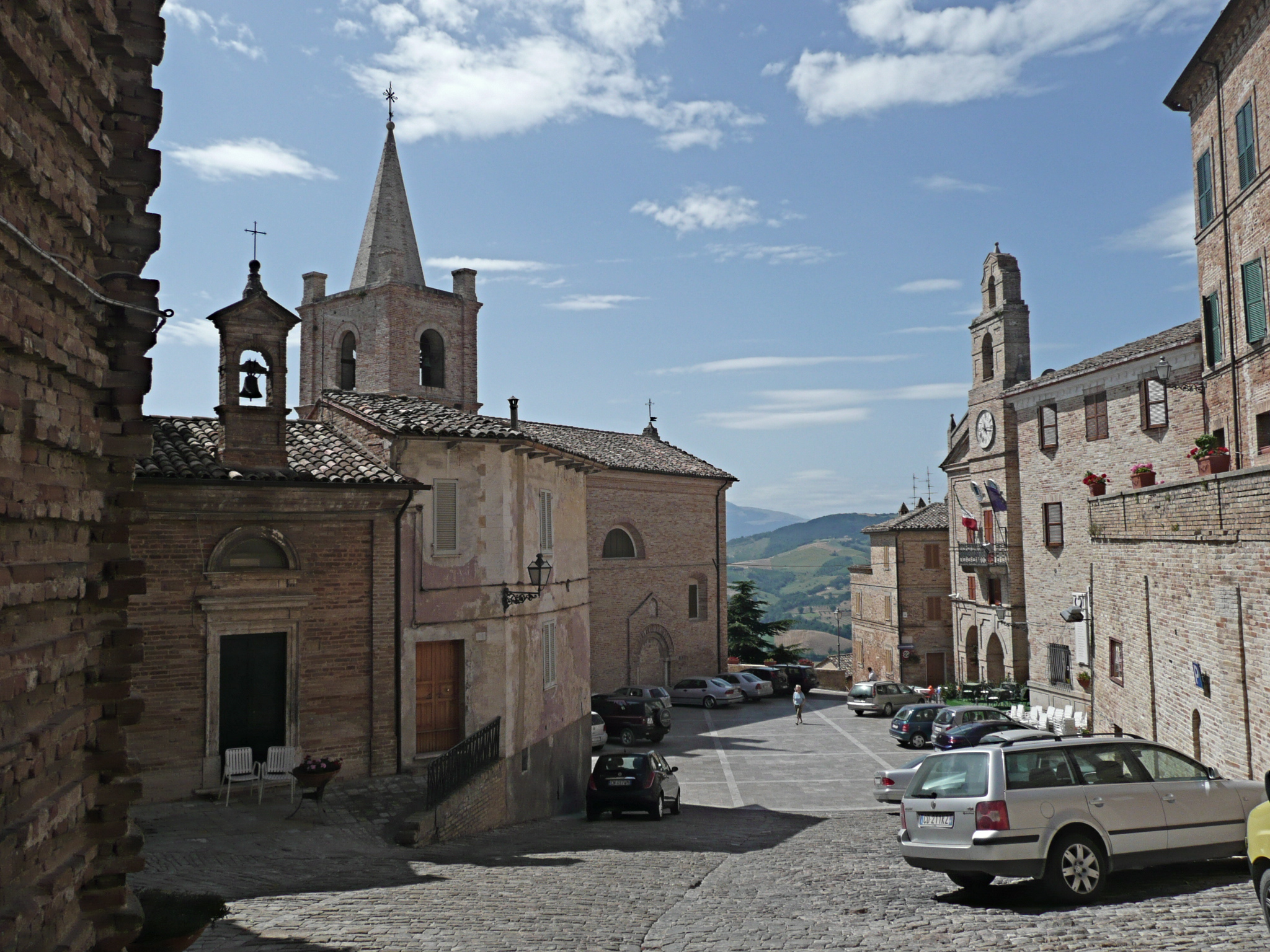
Piazza Cino del Duca
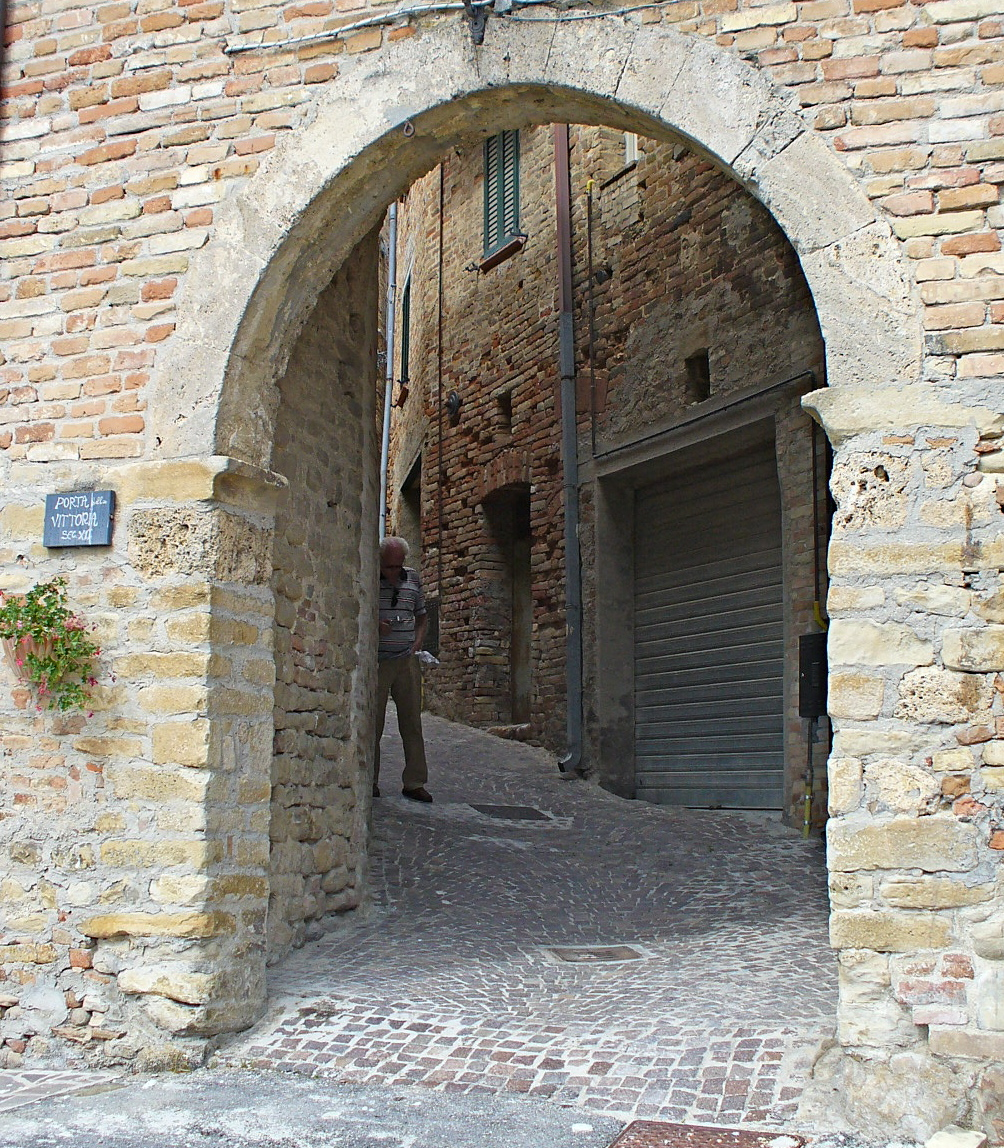
Porta della Vittoria